# حمله آزور (۲۰۰۱)
در ۱۴ فوریه ۲۰۰۱۴، یک حمله با خودرو در نزدیکی آزور، اسرائیل رخ داد. یک مرد فلسطینی اهل غزه اتوبوسی را به سمت گروهی از سربازان اسرائیلی که در یک ایستگاه اتوبوس در تقاطع آزور ایستاده بودند، راند و ۸ نفر از جمله ۷ سرباز و یک غیرنظامی را کشت و ۲۶ نفر را مجروح کرد. حماس مسئولیت این حمله را بر عهده گرفت.

## حمله
مهاجم، خلیل ابوالبا ۳۵ ساله اهل غزه، راننده اتوبوسی بود که صبح‌ها کارگران عرب را از شهر خود به سمت تل آویو می‌برد. او پیش از حمله به مدت پنج سال راننده ایگد بود.
در ۱۴ فوریه، پس از اینکه طبق معمول کارگران عرب را در لود و رامل پیاده کرد، به سمت هولون حرکت کرد. وقتی به تقاطع آزور رسید، متوجه گروهی از سربازان اسرائیلی شد که در ایستگاه اتوبوس منتظر بودند. مهاجم به اتوبوس شتاب داد و به شدت به سمت راست منحرف شد و ده‌ها نفر را مورد اصابت قرار داد. او ۸ نفر شامل ۷ سرباز و یک غیرنظامی را کشت و ۲۶ نفر را زخمی کرد
پس از حمله، دوباره اتوبوس را شتاب داد و به سرعت به سمت جنوب، در جهت غزه راند. اتوبوس پس از برخورد با یک کامیون در فاصله ۳۰ کیلومتری حمله و پس از تیراندازی افسران پلیس به چرخ‌های اتوبوس متوقف شد.